# 澳門歷史年表
- 公元前221年，秦始皇統一中原， 澳門屬南海郡番禺縣。
- 420年，澳門屬東晉新會郡封樂縣地。
- 590年，隋朝廢新會郡改屬寶安縣地。澳門屬寶安縣地。
- 757年，唐廢寶安縣，澳門改為東莞縣轄。
- 1152年，南宋設立香山县。
- 1277年，南宋軍民與元軍在十字門古海道對壘，遇颱風襲擊，端宗趙昰和張世傑等率領軍民在澳門媽閣山和路氹商地紮寨。從此澳門逐漸有人定居。
- 1488年，媽閣廟建成。
- 1513年，葡萄牙人歐維士抵達華南沿岸。
- 1553年，葡萄牙人以借地晾晒水漬貢物為理由，請求在澳門上岸，獲准後建立固定居民點。
- 1557年，明朝政府同意葡萄牙人在澳門居住，自此葡萄牙展開對澳門長達442年的殖民統治。
- 1583年，設立市政廳。
- 1594年，成立聖保祿學院。
- 1608年，明朝政府制定《條議制澳十則》以管治在澳門居住的葡萄牙人。
- 1616年，葡萄牙委派卡洛告出任首位澳督，惟並無就任。7年後改為指派馬士加路也，終出任澳門首位總督。
- 1654年，佈加路出掌第11任澳督，至1664年止，任期長達9年零11個月，是史上在位最長總督。
- 1749年，清朝政府制定了治澳法令《澳夷善後事宜條議》十二條，要求葡方嚴格遵守。
- 1792年，發生打鬥命案，一名外籍水手遭華人圍攻，水手殺害3名華人，當局逮捕水手並移交中國清廷審理，判處及執行死刑。[1]
- 1809年，風災造成約100人死亡。[1]
- 1835年，風災再次造成約100人死亡。同年，天主之母教堂第3次發生大火，最後燒剩教堂的前壁，亦即澳門現今著名地標「大三巴牌坊」。[1]
- 1840年，爆發關閘之戰，6死30餘傷。[1]
- 1844年，《中美望廈條約》於澳門望廈村簽訂。
- 1845年，葡萄牙女王單方面宣布澳門為“自由港”，搶佔關閘，委派總督，驅逐清政府在澳門官吏。《中法黃埔條約》於澳門交換批准。
- 1848年，強烈颱風罕有地登陸澳門，大量船隻沉沒，近百間房屋損毀，百餘人喪生。[1]
- 1849年，澳督亞馬留在當地肆行殖民擴張政策，強迫村民搬遷祖墳又拆毀房屋以修建馬路，終激起民憤，年中與副官到關閘附近打鳥遭到伏擊，龍田村村民沈志亮等人的襲擊獲得了成功，斬去亞馬留的右肩和頭顱，副官負傷逃走。後來葡萄牙政府要求清政府交出殺死亞馬留總督的犯人，沈志亮為保村民性命而向清政府挺身自首，然而清政府在葡萄牙政府壓力下將其處死。

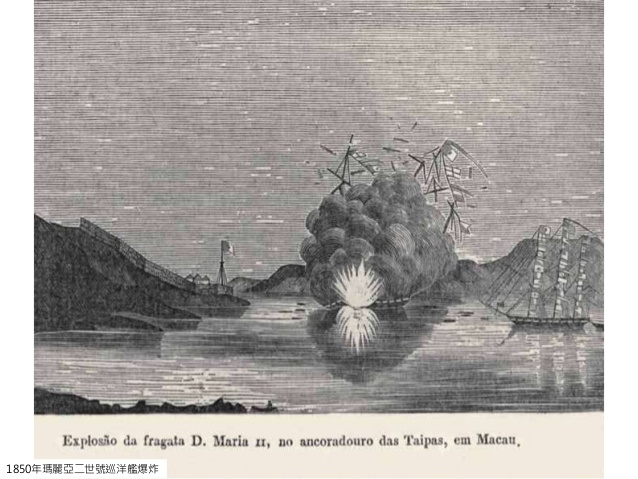
大爆炸將桅杆彈上半空

- 1850年，舉行活動慶祝葡萄牙國王費南度二世壽辰期間發生意外，凌晨停泊在氹仔的瑪麗亞二世號巡洋艦嗚放禮炮時突然爆炸，釀成231死約90生還[1]，死者包括190名葡籍水手[1]、葡籍船長及40名在船上觀禮的中國人[1]，創下澳門史上最多人死亡的爆炸或火災事件，事後調查認為爆炸是由一名失去理智的人進行報復所致，為紀念這一爆炸慘案，氹仔建有紀念碑供人憑弔。同年，官也接替去年於任內遇弒身亡的亞馬留，出任第81任澳督，惟僅上任兩個月即染上霍亂[2]，同樣於任內逝世。
- 1851年，佔領氹仔島。
- 1856年，中區發生澳門史上面積最大的火災，共焚燬1,300間華人商舖及民房，釀成約100人罹難。[3]
- 1858年，爆發霍亂疫潮，36人喪生，其中平民22名，士兵14名。[1]
- 1860年代，蘭桂樓發生大火，燒死30餘名華工，為澳門史上第七多人死亡的火災或爆炸，毗鄰街道因此命名為「爛鬼樓巷」。
- 1862年，再度爆發霍亂疫潮，規模擴大，共356人感染，當中奪去85命。[1]
- 1864年，佔領路環島。
- 1870年，葡萄牙國王路易斯一世頒佈法令，決定將廢除死刑的法律延伸至海外屬地，包括澳門。葡萄牙是歐洲首個取締死刑的國家。[4]
- 1871年，強颱風吹襲澳門，荷蘭船羅琳娜·瑪麗亞號與一艘俄羅斯船在路環附近沉沒，荷蘭船水手7死9傷，俄國船上22人則全部獲救。[1]

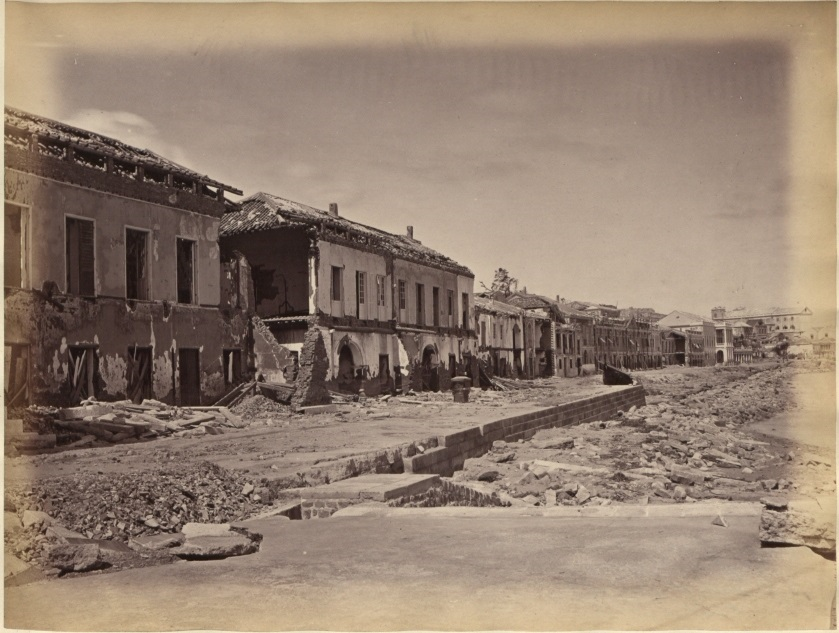
風災揉躪後，南灣海邊房屋滿目瘡痍，堤岸盡毀

- 1874年，澳門遭受史上最嚴重之風災襲擊，雷電引發了多處火災，無數建築物焚燬，包括大量政府與私人樓宇，2,000艘漁船、貨船沉沒，多人被燒死、墮海溺斃、被雜物擊中死亡或遭倒塌之樓房壓死，釀成5,000人罹難，其中澳門半島有3,600人喪生、氹仔死1,000人、路環400人斃命，損失達200萬銀元，史稱甲戌風災。同年，開往澳門的英國船斯巴達克輪在駛近澳門時被海盜行劫，殺死約10人及掠去財物後逃去，生還船員將船駛至澳門，澳門警方大力搜捕兇徒，最後20人被捕獲並執行死刑。同年，發生龍舟翻沉事故，船上12人全數溺斃。[1]
- 1887年，葡萄牙與清朝政府簽訂了《中葡會議草约》和《中葡和好通商條约》，正式將澳門规定为葡萄牙“永居管理”之地。
- 1888年，500多人染上霍亂，當中30餘人身亡，包括一名消防督察殉職。[5]
- 1891年，寶雲兄弟於1891年在澳門舉行飛行表演，成為澳門航空史的始祖。[6]
- 1892年，經過連續2日大雨，巨型龍捲風從橫琴舵尾島形成，掠過馬騮洲，直撲澳門媽閣及內港，漁場半毀，屋頂被毀，掀翻舢舨及木船，約100人死亡，參見內港龍捲風災。[1]
- 1895年，首次爆發鼠疫，共1,200名華人死亡[7]，為澳門史上最多人死亡的瘟疫。
- 1898年，鼠疫再次奪去多人性命，共594人死亡[7]。
- 1900年，鼠疫第三次奪去多人性命，共500人死亡[7]。
- 1906年，丙午風災奪去約1,000人性命[8]，為澳門第二多人死亡風災。同年，華人染疫，172人病歿[1]。
- 1907年，鼠疫第四次奪去多人性命，共1,100人死亡[7]。
- 1908年，霍亂致15死。[9]
- 1909年，鼠疫第五次奪去多人性命，共400人死亡[7]。同年，風暴襲澳，3人死亡。[1]
- 1910年，發生路環慘案。7月初，18名新寧縣學童在路環被海盜綁架，鄉民稟告兩廣總督袁樹勛，袁因路環屬澳葡政府管轄，不能派兵前往緝拿。7月中澳督馬葵士派遣兩支部隊進攻，由於海盜頑抗，葡兵被擊斃數人，炮台亦被佔領。澳督聞訊後增派一炮兵部隊共106人支援，惟仍不敵匪徒，死傷多人。隨後調集水陸各軍全力進攻，路環各村民因被海盜挾持，致被炮擊引致死傷。7月18日晚，大批海盜在暴風雨下乘船逃走，多人遇海難喪生。7月19日，葡軍全面包圍路環九澳並登陸，縱火焚燒九澳村，村民數百家家毀人亡。有一艘逃難的村民船，被葡軍追逐擊沉，船上38人全部喪生。葡軍最後救出18名人質，另有40餘名海盜被生擒。9月，治安警察局審理案件，判處8名海盜流放非洲做苦力28年。路環慘案發生後，中國人民因不滿葡方除擊斃海盜外亦誤殺村民，紛紛要求政府廢除條約收回澳門。清政府鑒於群眾強烈要求，派駐法國大使劉式訓赴里斯本，再次提出劃界談判問題，但此事最後不了了之。
- 1912年，嚴重瘟疫持續4個月，釀成723人喪生。[1]
- 1913年，暴風雨蹂躪媽閣及沙梨頭，船艇及建築物被毀，多人溺斃，死亡人數介乎50至100人。[10]
- 1916年，霍亂致32死。[9]
- 1918年，全球性流感傳到澳門，270人染病，當中120人死亡。[1]
- 1919年，自由車在5月15日提供服務，為澳門巴士服務的始祖。
- 1922年，白眼塘發生嚴重警民衝突事件，近萬名市民和工人包圍警署，通宵聲援及要求釋放3個涉嫌早前毆打一名調戲中國婦女之非洲籍葡國士兵而被捕的工人，但遭警方拒絕。清晨時份，警方要求在場民眾散開以便警署換班，惟遭民眾拒絕，致使軍警向在場民工開槍鎮壓，導致70死130多人受傷，史稱捷成事件以紀念在捷成戲院舊址發生的槍殺慘案。
- 1923年，颱風吹襲澳門，在澳門以北20公里內掠過，最低氣壓936.3百帕，最高陣風時速200公里，吹塌房屋百多間，造成400餘人喪生[11]，是澳門第三嚴重風災，史稱癸亥風災。
- 1924年，路環發生企圖越押事件，多名囚犯在獲分配填海工作時發動叛亂，並搶走保安員配槍，企圖乘搭接應小艇逃脫，交火時1名中士軍人、1名監獄保安及4名囚犯死亡，當局其後增派炮艇控制場面，最終並無囚犯成功逃脫。[12]
- 1925年，台山電光炮廠發生爆炸大火，釀成約150死300餘傷[1]，成為澳門史上第二多人死亡的火災或爆炸及最多人死亡的炮竹廠事故。同年，發生打鬥命案，3人喪生[13]。
- 1926年9月，丙寅風災，100餘死。同年7月，另一熱帶氣旋襲澳，3人死亡。
- 1927年，爆發嚴重霍亂，共409人感染，當中320人死亡[14]，死亡率高達78%。8月，颱風奪4命[15]。同年，大炮台鳴炮慶祝葡萄牙國慶期間，炮身突然爆炸，死3人[16]。
- 1928年，氹仔益隆炮竹廠發生猛烈爆炸及大火，造成6死多人受傷，整個氹仔舊城區的建築物窗戶全被震碎。[1]
- 1929年，大炮台發生澳門史上唯一一次兵變。[17][18]
- 1920年代末，氹仔廣興泰炮竹廠首次發生大火災，導致40餘人喪生[19]。
- 1930年，氹仔廣興泰炮竹廠再次發生大火災，造成39死8傷[19]。同年7月，熱浪襲澳，7月2及6日均創下澳門史上最酷熱一天[20]，氣溫達攝氏38.9度。
- 1930年代初，氹仔廣興泰炮竹廠第三次發生大火災，釀成50餘死約150傷[21]，成為該廠史上死亡人數最高及澳門第二多人死亡的炮竹廠事故。

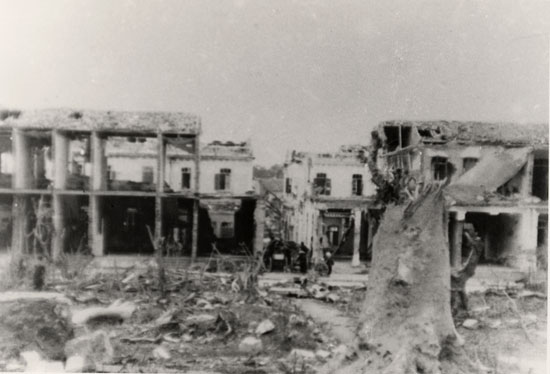
爆炸將附近房屋外牆炸毀

- 1931年，辛未風災，100餘死[22]。同年，二龍喉政府火藥庫發生爆炸[1]，造成21死84傷[23]。同年，台山華德炮竹廠發生大火，造成11死3傷[24]。草堆街綢緞店倒塌，7死2傷[25]。
- 1932年，爆發腦膜炎疫潮，共360餘人染病，當中約90人喪生[26]。同年，高樓里住宅大火致3死2傷[27]。
- 1933年，澳門電台葡文頻道成立。7月22日，香港與澳門之間開辦商業飛行。
- 1934年，氹仔謙源炮竹廠發生爆炸大火，造成7死20餘傷。
- 1936年，氹仔光遠炮竹廠發生爆炸大火，釀成47死約150傷慘劇。同年，台山謙源炮竹廠發生大火，8死3傷。同年，氹仔廣興泰炮竹廠發生爆炸，6死1傷。十號風球高懸，數人於南灣溺斃[28]。

- 1937年，丁丑風災導致21死2傷[29]。

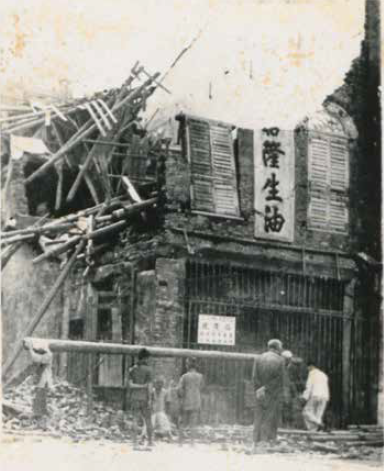
風災導致市內店舖倒塌

- 1938年，水坑尾街一間洋服店發生大火，造成7死4傷。
- 1939年，營地大街發生澳門史上非天災因素的最嚴重塌樓慘劇，三座3至4層高之樓房因日久失修，在凌晨時份突然倒塌，釀成27死20傷。
- 1942年，由於戰亂導致大量外地人口湧至避難，且海上交通又被駐香港日軍嚴密封鎖，外地糧食無法運到澳門，終使人口暴增至30多萬的澳門爆發史上最嚴重的大飢荒，死亡人數高達16,608[1]，成為澳門歷來最多人死亡的單一事件，最高記錄一日餓死400人[1]，澳葡政府將收殮的屍體集中到青洲收容所，後以拖船運往氹仔東北面海邊，並挖開數個深坑進行埋葬，史稱「萬人坑」[1]。2月發生嚴重寒潮，最低氣溫為攝氏2.8度，凍斃203人[30]。同年，水字巷發生集體食物中毒事故，6人中毒，其中4人死亡[31]。同年，發生水機墜毀塔石街民居事故，3死[32][33]5傷。
- 1943年，香港日軍軍用船屋島丸號在澳門海域發生爆炸，16人喪生[1]，包括8名日軍及8個中國人。翌月，日本商社船公益丸號亦在同一地點爆炸，9死8傷[1]，死者全為中國人，傷者則是8名獲救之日本乘客，日方懷疑敵軍使用飛機預先投下的水雷造成，要求澳督戴思樂關注並取締中國式帆船，惟澳督感到困惑，不能確定肇事原因。同年，海邊新街發生槍戰，3人死亡[34]，包括兩名警員殉職[34]。同年，青洲一艘小艇在狂風暴雨下沉沒，3人溺斃[35]。
- 1944年，吉慶巷洗衣店大火，4人喪生。
- 1945年1月，美軍得知澳葡政府準備將新口岸飛機庫部份燃料售予日本後，遂發動對「二戰中立地」澳門的大型轟炸，遇襲地點包括港灣設施、船舶、澳門電台、飛機庫、炮台、煤油庫及市區民居，造成1死5傷[36]。2月，美機於逸園及青洲投擲炸彈數枚，復以機槍射擊停泊內港的葡萄牙號輪，共造成1死4傷。4月，廣州飛翔號客輪運送食米在外港碼頭附近被一盟軍飛機擊沉，19名乘客遇難[1]。6月，4架美機意圖襲擊停泊在青洲附近海面之葡國商輪「馬士弼」號，向青洲附近投擲炸彈3枚，2枚落在地面爆炸，1死2傷；同日，又有數架美機來襲，目標為路環島，投擲炸彈完畢後又以機槍掃射，結果僅4名市民受傷，而當日的兩次轟炸共造成7萬澳門元之損失。7月，美軍再度施襲，導致幾名平民傷亡，且對澳門濟貧院造成嚴重損毀。10月，行走於廣州及澳門之間的廣源渡客輪深夜途經澳門新口岸外港時撞石翻側沉沒[1]，船上大多數人來不及逃生，釀成約300人罹難[37]，成為澳門史上最嚴重的海難。11月，關閘附近一個火藥罐爆炸，4死3傷[38]。
- 1946年，颱風英格瑞正面襲澳，數人死6傷[39][40][41]。青洲一間火油公司大火奪5命。同年，氹仔益隆炮竹廠發生爆炸，3死3傷。
- 1948年，1月底受西伯利亞嚴重寒流影響，連續3日最低氣溫罕有地跌至攝氏零度以下[42]，其中1月26日更創下澳門史上最嚴寒一天，氣溫僅為負1.8度。2月1日，澳門正式開啟專營公共巴士服務。7月16日，澳門小姐號民航客機被騎劫，於澳門附近九洲洋失事墜海，造成26死1傷，成為全球歷史上首宗商用客機劫機案。
- 1951年，暴雨成災，釀成15人喪生，包括志圍山泥傾瀉致6屍7命及氹仔雞頸漁船因風浪沉沒致9死2獲救。[43]
- 1952年，關閘事件。首次官鑄澳門圓，總額為九千圓。
- 1954年，舉辦首屆格蘭披治大賽車，隨後每年主辦，成為澳門盛事之一。同年，氹仔光遠炮竹廠再次發生大爆炸，造成10死20餘傷。同年，氹仔廣興泰炮竹廠再次發生爆炸，6死1傷。
- 1955年，青洲木屋區發生大火，3死5傷。《澳門海外省組織法》頒布。澳門開埠四百周年紀念事件。
- 1956年，氹仔益隆炮竹廠發生爆炸，3人死亡[44]。
- 1957年，2月11日極強寒流襲澳，市區錄得低溫僅攝氏0.3度，為1948年1月以來最低，1人凍斃[45][46]。同年，颱風姬羅莉亞正面登陸澳門，造成3死5傷[47]，當中一名警員殉職[47]。
- 1958年，十月初五街發生大火，5人死亡。同年發生連環仇殺槍擊案，3死1傷[48]。
- 1959年，氹仔謙源炮竹廠再次發生爆炸大火，3人死亡。
- 1961年，葡萄牙確定澳門為旅遊區，并特准設賭，從此澳門成為東南亞主要博彩地。同年，氹仔寶昇炮竹廠發生爆炸，3死7傷。
- 1962年，志圍發生塌屋事件，8人死亡。
- 1963年，具百餘年歷史的如意巷兩幢3層高舊木樓因日久失修在凌晨時份突告倒塌，6死70傷。同年，建築中南灣萬勝戲院發生嚴重工業意外，大銀幕頂重約20噸混凝土橫樑倒塌，3死8傷。
- 1964年，颱風露比在澳門以北10公里處掠過，最高陣風達時速211公里、瞬時最低氣壓954.6百帕、雨量215.3毫米，有1人喪生。
- 1966年，一艘由廣州開往海南島載滿電石粉的木帆船，駛至外港碼頭北基堤時遇上大風浪撞向石壆，海水湧入船隻遇上電石粉隨即發生爆炸及大火，釀成8死7傷。同年文革漫延至澳門，一二三事件中，澳葡出動軍隊鎮壓，8死212傷。次年一月，廣東停止糧食及食水輸澳。澳葡政府最終投降，向左派認錯，並曾準備離開澳門。澳門當局開始成為「跛腳鴨」政府，澳門處於半解放狀態。
- 1969年，首條連接氹仔島及路環島的路氹連貫公路落成通車。
- 1972年，在中國政府建議下，聯合國大會從非自治領土名單中删去香港和澳門。
- 1974年，10月5日，首條連接澳門及離島的跨海大橋嘉樂庇總督大橋通車，取代原有渡輪服務並同時及單一次官鑄了貳拾圓銀幣以作流通紀念。
- 1975年，最後一批葡萄牙駐軍撤離澳門。同年12月，寒流襲澳，氣溫急降至攝氏2.4度，為1947年後澳門12月最低紀錄，3男1女在低溫下喪命。[49]
- 1976年，頒佈《澳門組織章程》。
- 1978年，應聯合國要求，在澳門九澳為越南難民設立臨時收容營。
- 1979年，林茂塘木屋區大火，災民數千人。
- 1980年，媽閣街雜貨店大火，5人死亡。
- 1981年，6名中國非法入境者潛入氹仔益隆炮竹廠吸煙，引致炮房爆炸，全部當場炸死。同年，東亞大學落成，是澳門首所研究型大學的大學。
- 1982年，葡萄牙修政憲法，規定澳門為葡萄牙管理下的中國領土。
- 1983年，1月，首家本地電視台澳門廣播電視公司成立，並於翌年5月13日正式啟播。9月，颱風愛倫正面吹襲澳門，內港大量住家漁艇翻沉，釀成19死[50]3傷[51]，是1937年丁丑風災以來最多人死亡風災。
- 1984年，黑沙環合時工業大廈二期發生重大火災，5層高工廈燒至倒塌，釀成5死7傷。

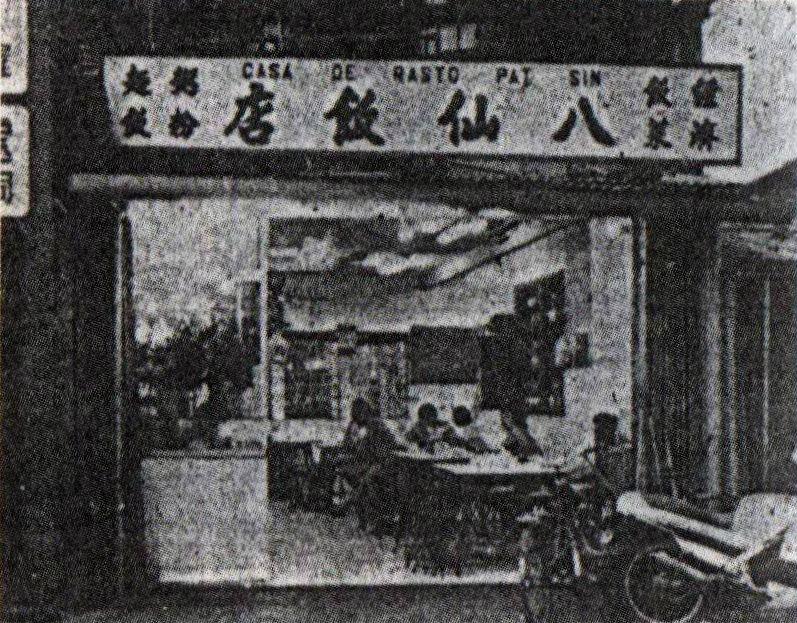
滅門肢解案發生前的八仙飯店

- 1985年，發生轟動一時的八仙飯店滅門案，疑凶黃志恆涉嫌殺害澳門八仙飯店東主一家9口及1名員工，碎屍後拋進大海，部份殘肢浮上水面使案件揭發，惟無法辨認身份，他亦牽涉12年前在香港殺死一人。1986年，失蹤者親人致函警方要求介入，經重新檢驗後證實其中一隻殘肢指紋與一位失蹤者吻合，司警遂監視黃志恆，同年黃欲進入中國內地即被司警拘捕及落案起訴，惟還押等候審訊期間畏罪自殺身亡。
- 1986年，新勝街木樓大火，3人死亡。同年，衛生局證實首宗愛滋病感染個案，患者是一名北歐女遊客。截至2012年12月[52]，當局共證實508宗感染個案，其中73人已病發。
- 1987年，中葡兩國政府簽署《中葡聯合聲明》，中國政府將於1999年12月20日對澳門恢復行使主權。同年，氹仔碼頭附近發生海難，一艘越南難民船沉沒，5人溺斃[53]。
- 1988年，林茂塘一艘全新蝦艇在船廠下水時翻沉，3名香港漁民包括母子及侄女溺斃[54]。
- 1989年，4月22日，新華社澳門分社設靈堂供各界千餘人悼念前中共中央總書記胡耀邦病逝，隨後北京悼念胡的學生、工人、市民與知識份子演化為佔據天安門廣場以爭取當局民主化。5月19日，北京民運因中國國務院總理李鵬頒佈戒嚴令以致形勢急轉直下，5月20日澳門氣象台懸掛第二高的九號風球，各界1萬人冒着狂風暴雨大遊行反對北京戒嚴。隨後的遊行人數於5月22日為5萬人、23日達到10萬人、28日有5萬人[55]。6月4日凌晨在北京和平進行中的民主化集會被中國政府派出解放軍武力鎮壓，死傷者介乎數百至數千人之間，澳門高達20萬名市民上街遊行抗議血腥鎮壓[4]，創下當地史上最多人遊行集會的記錄，以當年澳門人口43萬計算，即每10人便有4.7人上街示威。同年，澳門治安警察局以「龍的行動」為名，登記並批准萬多名黑市內地居民成為正式居民。
- 1990年，1月23日，施拿地馬路木樓大火，造成6死10傷[56]。3月29日，澳門政府為45000無證人士進行登記，蓮峰球場人群擠倒堆壓，造成百餘人受傷。翌日，逾千警員不滿薪酬調整幅度，在澳督府前請願；請願者圍毆立法議員何思謙，並驅逐記者，全體記者離場抗議，警方就事件道歉。8月3日，關閘彩虹苑發生連環兇殺案，3人死亡[57]。11月21日，港澳直升機啟航。
- 1992年，10月4日，新馬路京都夜總會大火致2死1傷[58]，其中夜總會看更攀窗待援達40分鐘，終因現場地理環境所限導致消防救援不果而鬆手墮斃，事件經香港無綫新聞全程拍攝[59]，引起社會強烈迴響。同年，地球物理暨氣象台參照香港天文台建立暴雨警告信號，分紅及黑色兩種，代表其中一個觀測站在2小時內已錄得50毫米或3小時內已錄得100毫米的雨量，及有可能持續降雨，而黑雨的另一發出要求為2小時內會有潮漲出現。
- 1993年，1月29日，葡京側炮竹燃放區鳴槍事件，警察區長與司警衝突鳴槍，3人受傷。2月28日，澳門男子腰纏3個手榴彈傍晚經拱北闖關事敗，引爆手榴彈傷5關員3旅客，拱北口岸一度封關兩個多小時。
- 1994年，友誼大橋啟用。港澳高速雙體船「港輪二號」在外港友誼大橋航道撞沉舢舨，3人溺斃。[4]
- 1995年，澳門國際機場正式落成，並開始商業飛行。
- 1996年，寒流襲澳，凍斃8人。[4]
- 1997年，南灣大馬路培道小學前發生槍殺案，電單車殺手追截私家車連轟近十槍，私家車上3男子遭當場擊斃。同年7月1日，澳門各地慶祝其鄰市的香港回歸祖國。[4] 10月1日，澳門首條纜索系統松山纜車落成。
- 1998年，澳門黑社會14K組織頭目尹國駒被補，最終被判囚13年10個月。連勝馬路連環爆炸案。4名澳門培正中學女學生在聖誕節期間到北京參與學校畢業旅行團期間遇車禍，被困車內燒死[60]。同年，黑沙環填海區對開海面蛇船與水警快艇追逐碰撞，蛇船翻沉，3死6傷。[4]
- 1999年，年中何厚鏵當選為首任行政長官，年底澳門政權交接儀式舉行，澳門特別行政區政府開始運作。
- 2000年，澳門大賽車首次發生賽車失控衝入賽道以外的一般道路，造成1死3傷。[61]古圖成為首位奪得澳門格蘭披治大賽車三級方程式賽事冠軍的澳門車手。同年，澳門有線電視啟播。蓮花大橋通車。
- 2001年，澳門旅遊塔落成，是全球同類建築第十高。
- 2002年，特區政府首次與珠海市租賃國有土地，用作興建關閘新邊檢大樓及配套設施，租賃年期50年。
- 2003年，馬里二手雜貨店大火，3死1傷，是澳門於2000年代最多人死亡火災。同年，澳門只錄得1宗SARS確診個案。政府正式開放賭權，自此起澳門經濟高速發展並轉型為與博彩旅遊業主的較單一經濟。
- 2004年，首間美資賭場金沙開幕。同年，地球物理暨氣象局修訂暴雨警告信號，由以往兩級制合併為一級，而且並無顏色之分，預測兩小時內降雨量將達到約50毫米時即可發出。
- 2005年，西灣大橋通車。澳門歷史城區獲列入世界文化遺產。同年，首次主辦大型運動會東亞運，東道主澳門隊奪得11面金牌，在9個參賽地區中排名第5，翌年審計署公布審計報吿揭發東亞運工程嚴重超支，引起各界關注。
- 2006年，揭發澳門歷來最大宗貪污案，運輸工務司司長歐文龍及數名涉案人士被捕，2008年歐被判囚27年，罰款24萬澳門元，2012年被加刑至29年。
- 2007年，澳門經濟雖然發達，但不少社會問題沒有得到解決，2006年與2007年遊行引發警民衝突。
- 2008年，時任行政長官何厚鏵推出現金分享計劃。
- 2009年，6月18日澳門確診首宗人類豬流感外地傳入個案，並在9月1日累積個案突破1000宗，9月2日更出現首宗死亡個案。
- 2010年，賈瑞於廣州亞運武術男子套路刀術棍術全能項目表現出色，為澳門奪得史上首枚亞運金牌。[62]
- 2011年，8月1日澳門巴士實行「政府主導，市場運作」全新模式，並首次引進外資巴士公司。
- 2012年，一艘漁船在嘉樂庇大橋附近海域與一艘貨船相撞後下沉，3人喪生。[63]
- 2013年，澳門大學橫琴校區正式交由澳門特區政府接管，並依照澳門法律管轄，租賃年期為36年。同時，澳門首條澳門大學河底隧道落成。
- 2014年，政府推出備受爭議的《候任、現任及離任行政長官及主要官員的保障制度草案》，觸發兩萬人上街遊行及七千人包圍立法會大樓，成為自1989年六四事件後澳門最多人遊行示威的一次，最終特首崔世安撤回具爭議法案[64]（詳見：澳門反離保運動）。同年發生自1990年以來最慘烈火災，沙欄仔街一間時裝店地舖起火，釀成4人喪生。[65]
- 2015年，中央明確澳門管轄水域管理範圍，面積為85平方公里，並調整部分邊界納入澳門管理。
- 2016年，1月23日受寒流襲澳影響，澳門錄得半世紀以來最低氣溫攝氏1.6度，並首次出現落霰天氣現象。
- 2017年，8月22日下午受颱風天鴿前沿下沉氣流影響[66]，外港客運碼頭錄得高溫達攝氏38.9度[66]，平了1930年7月澳門半島最高溫紀錄[66]，離島監測站（路環九澳）更測出攝氏39.0度[66]。8月23日上午，天鴿靠近珠江口前急劇增強並採取較接近澳門路徑，結果釀成自1964年颱風露比後、53年以來的重大風災[67]，引致廣泛破壞。地球物理暨氣象局懸掛自1999年後、澳門回歸及長達18年以來的首次十號風球，更錄得自1952年氣象局成立以來的最低氣壓、最高風速及陣風，分別為945百帕斯卡[68]（打破颱風露比於1964年的紀錄）、132公里每小時[68]（打破颱風貝姬於1993年的124km/h紀錄）及217.4公里每小時[68]（打破颱風露比於1964年的紀錄），並觸發大型風暴潮，海水嚴重倒灌入內港，多處街道水深超過1.5米[68]，康公廟一帶錄得水位達1.62米[68]，而由於水位最高時曾經停電導致記錄儀器失效，氣象局事後估算水浸最嚴重的位置更達2.38米高[69]，創下紀錄，較1993年颱風貝姬襲澳時估算第2高的約1.58米還多出約0.8米[69]。全澳共有6,500輛車被浸壞[70]，多人被困地舖或地庫停車場溺斃，連同其他風暴下的意外事故共造成10死244傷[71]，是1983年颱風愛倫以來最多人死亡風災。全澳受珠海供電因風故障影響而停電、繼而停水、停上網、停電話，黑沙環豪宅寰宇天下多幅玻璃窗不敵颶風風力破裂盡碎，當局共收到876宗事故報告[72]。氣象局局長馮瑞權因預報嚴重失準而自行申請提早退休[67]，全澳政府機構為風災死難者降半旗誌哀[67]，行政長官崔世安為應災不力致歉[67]，並首次請求解放軍駐澳部隊出動救災[67]，澳門基金會撥資13.5億澳門幣賑災[67]，總經濟損失達125.45億澳門元[73]。

- 2018年，9月16日上午受颱風山竹吹襲，地球物理暨氣象局於同日上午11時正發出十號風球，是繼去年颱風天鴿後再度發出十號風球[74]。政府指示全澳賭場於15日晚上11時後停止營業，直至17日早上8時才恢復營業，是回歸以來首次賭場因颱風而停止營業[75][76]。氣象局在十號風球期間發出黑色風暴潮警告，多處低窪地區出現水浸[77][78][79]。風暴過後，政府各部門以及民間團體均派人員到各區協助清理，民政總署設立五十個臨時垃圾收集點[80][81]。10月24日，港珠澳大橋正式通車。

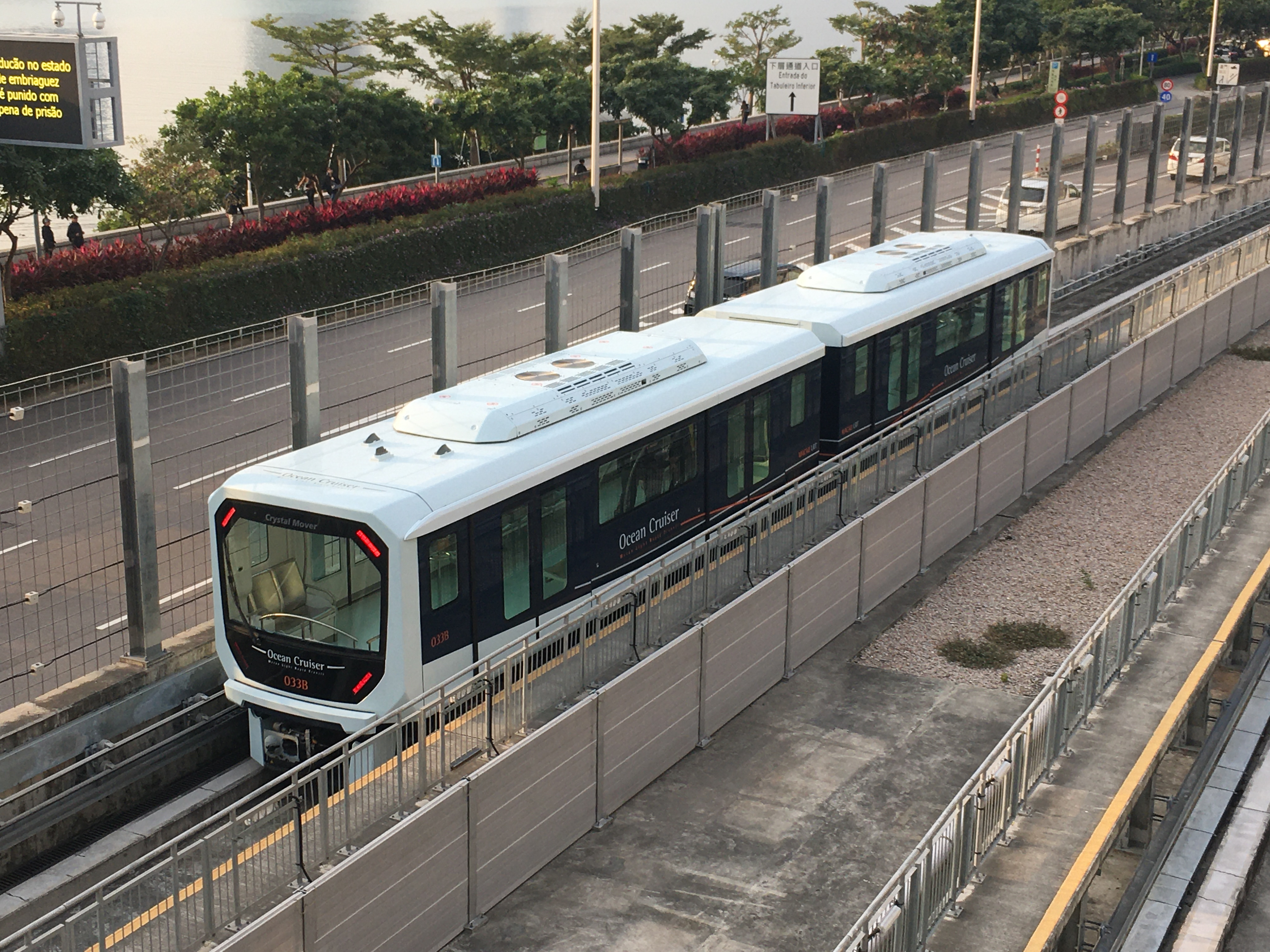
興建歷時7年10個月、耗資101-102億澳門元的澳門輕軌氹仔線正式通車

- 2019年，澳門首個軌道交通系統輕軌氹仔線正式通車。[83]
- 2020年，隨著新型冠狀病毒肺炎全球大流行，澳門亦錄得46宗確診個案，更史無前例關閉全部賭場15日[84]及禁止海外遊客來澳[85]。同時，為抵抗疫情，政府實施口罩實名制管制措施，是全球最先實行相關政策的地區。首次派發消費卡。同年，路氹城銀河綜合度假村第三期酒店建築地盤發生嚴重工業意外，內地工人於升降機槽工作台清走雜物期間，工作台築棚突然倒塌，釀成3死4傷[86]。同年，地球物理暨氣象局再度修訂暴雨警告信號，由以往一級制擴展至三級，並再次以顏色區分，分為黃、紅及黑色暴雨警告，分別表示預測澳門廣泛地區一小時降雨量將達或已達到約20、50及80毫米[87]，且預料雨勢持續即會發出。年底全面實施最低工資，除家傭及殘疾僱員外的所有工種之時薪及月薪分別不能低於32及6,656澳門元[88]，約3,100名本地僱員和20,000名外僱受惠[88]，最低工資水平每兩年檢討一次。
- 2021年，輕軌氹仔線因全線更換高壓電纜，全線暫停服務，爭取180日內完成。[89]首次實施全民核酸計劃。
- 2022年：618疫情爆發，造成1,837人確診，其中6人死亡，其間更曾一度實施「相對靜止管理」措施。
- 2023年：“澳車北上”計劃正式啟動[90]。1月8日起，澳門恢復與中國大陸、香港及國際正常通關[91]，港澳陸路及海上跨境交通恢復恆常化服務[92][93]。
- 2024年，澳門大橋通車。
- 2025年，友誼大馬路發生嚴重車禍，一輛超載私家車失控撞欄及石牆，4死3昏迷危殆。[94][95]